# Vương Lang
Vương Xương (chữ Hán: 王昌; ?-24), tự Lang (郎) , là thủ lĩnh một lực lượng quân phiệt đầu thời Đông Hán trong lịch sử Trung Quốc. Ông tự xưng là dòng dõi nhà Hán và tranh thiên hạ với các lực lượng nổi dậy chống nhà Tân nhưng cuối cùng thất bại.

## Thân thế
Theo sử sách, Vương Lang vốn là thầy bói ở nước Triệu vùng Hà Bắc. Ông tự xưng là Lưu Tử Dư (劉子輿), con của Hán Thành Đế. Khi Vương Mãng còn sống đã giết Lưu Tử Dư thật - con của Thành Đế. Nhưng sau này Vương Lang nói rằng ngươi bị giết là Lưu Tử Dư giả, còn mình mới là Lưu Tử Dư thật. Theo các sử gia, ngày nay không có cơ sở nào để kết luận Vương Lang có phải là Lưu Tử Dư thật hay chỉ là mạo nhận.

## Chiếm cứ Hàm Đan xưng hiệu
Cuối thời nhà Tân, các lực lượng nổi lên chống lại triều đình rất nhiều, trong đó mạnh nhất là quân khởi nghĩa Xích Mi và quân khởi nghĩa Lục Lâm. Năm 23, quân Lục Lâm đã lật đổ nhà Tân, tiêu diệt Vương Mãng và lập hoàng thân Lưu Huyền lên ngôi, tức là vua Canh Thủy Đế. Nhân lúc chính quyền nhà Tân suy sụp, Vương Lang với tên Lưu Tử Dư đã tập hợp các lực lượng địa chủ địa phương nổi dậy chiếm cứ Hàm Đan nước Triệu để tranh hùng thiên hạ. Ông lấy danh nghĩa dòng dõi nhà Hán để phục hồi nhà Hán, không thần phục Canh Thủy Đế Lưu Huyền.
Canh Thủy Đế sai tướng Lưu Tú, một hoàng thân nhà Hán khác, mang quân đi bình định Hà Bắc. Lúc đó Hà Bắc ngoài Vương Lang còn có nhiều lực lượng nông dân khác không quy phục.
Khi Lưu Tú đến Hàm Đan, mưu sĩ của Vương Lang (Lưu Tử Dư) là Lưu Hâm đến yết kiến định xin theo, xin hiến kế đánh quân Xích Mi của Lưu Sùng với ông. Tuy nhiên Lưu Tú không tán thành ý đồ giết người tàn nhẫn bằng cách phá nước sông Hoàng Hà dìm chết quân địch nên không nghe theo. Lưu Hâm bèn trở về, cùng các đại địa chủ nước Triệu quyết ý giúp Vương Lang - với tên Lưu Tử Dư.
Vương Lang xưng là hoàng đế, được khá nhiều người ở nước Triệu ủng hộ. Lực lượng của Vương Lang lớn mạnh khiến Lưu Tú không địch nổi, phải dẫn quân đến Lư Nô. Vương Lang bèn treo giải cho ai giết được Lưu Tú thì phong Vạn hộ hầu. Vì thế tháng 1 năm 24 Lưu Tú phải tiếp tục chạy lên phía bắc. Ngoài ra, con của hoàng thân Lưu Gia – người tham gia quân Lục Lâm – là Lưu Tiếp cũng khởi binh hưởng ứng Lưu Tử Dư. Do đó Lưu Tú phải chạy trốn trước sự truy kích của các lực lượng theo Lưu Tử Dư.

## Thất bại
Trải qua nhiều khó khăn, đến giữa năm 24, Lưu Tú tập hợp được lực lượng khá mạnh tại Chân Định, và bắt đầu phản công. Đầu tiên Lưu Tú đánh Trung Sơn, nhanh chóng hạ được thủ phủ Lư Nô. Nhiều quận huyện nghe vậy bắt đầu phản Vương Lang theo Lưu Tú. Lưu Tú tiến về phía nam, đánh chiếm Tân Thị, Nguyên Thị, Phòng Tử rồi đánh bại tướng của Lưu Tử Dư là Lý Dục ở Bách Nhân. Lý Dục chạy vào thành cố thủ, Lưu Tú không hạ được nên quay sang phía đông đánh Quảng A.
Cùng lúc, thái thú Thượng Cốc là Cảnh Huống - cha Cảnh Yểm đã theo hàng Lưu Tú - hẹn hợp binh với thái thú Ngư Dương là Bành Sủng, sai hai thủ hạ là Ngô Hán và Khấu Tuần, giao cho Cảnh Yểm chỉ huy, mang quân nam tiến đánh Vương Lang. Quân Cảnh Yểm rất mạnh mẽ, giết hơn 400 tướng, chém 3 vạn quân Lưu Tử Dư, chiếm 22 huyện thuộc Trác quận, Trung Sơn, Cự Lộc, Thanh Hà, Hà Gián và đến Quảng A hội binh với Lưu Tú.
Lực lượng của Lưu Tú trở nên mạnh mẽ, Vương Lang không thu hồi được những vùng đất đã mất. Sau khi vây đánh Cự Lộc vài tháng không hạ được, tháng 4 năm 24, Lưu Tú bỏ Cự Lộc, mang toàn quân đến vây đánh Hàm Đan – nơi đóng đô của Vương Lang. Sau hơn 20 ngày vây hãm, cuối cùng đến đầu tháng 5, thành Hàm Đan thất thủ.
Vương Lang định bỏ trốn, bị bộ tướng của Lưu Tú là Vương Bá giết chết. Ông xưng hiệu được 1 năm, không rõ khi đó bao nhiêu tuổi.

## Bình luận
Vương Lang không có tài, lại không có nhiều người tài giúp nên đã thất bại trước một vị tướng tài như Lưu Tú. Theo ý kiến của các sử gia, nếu Vương Lang – với tên Lưu Tử Dư – là người chiến thắng và giành thiên hạ, sẽ không ai dám phủ nhận tư cách thái tử nhà Hán của ông.